# 张桥镇 (鄢陵县)
张桥乡，是中华人民共和国河南省许昌市鄢陵县下辖的一个乡镇级行政单位。

## 行政区划
张桥乡下辖以下地区：
新东村、潘庄村、夏堂村、北赵庄村、小寨村、东大王村、东许村、邓李村、罗庄村、陈楼村、张北村、张中村、张南村、后厦村、好汉庄村、康庄村、岗陵寺村、张庄村、南杨庄村、沙滩村、西许村、大宋村、和寨村、邵庄村、裴庄村、苏墩村、河岗村、后张村、后李村、水坑村、丁岗村、屈庄村、碱岗村、阎段村和冯岗村。